# Comuna Avrămești, Harghita
Avrămești (în maghiară: Szentábrahám) este o comună în județul Harghita, Transilvania, România, formată din satele Andreeni, Avrămești (reședința), Cechești, Firtănuș, Goagiu, Laz-Firtănuș, Laz-Șoimuș și Medișoru Mic.

## Demografie
Componența etnică a comunei Avrămești
     Maghiari (87,01%)
     Romi (3,44%)
     Alte etnii (9,55%)
Componența confesională a comunei Avrămești
     Unitarieni (75,82%)
     Reformați (9,68%)
     Romano-catolici (2,24%)
     Alte religii (3,23%)
     Necunoscută (9,04%)
Conform recensământului efectuat în 2021, populația comunei Avrămești se ridică la 2.324 de locuitori, în scădere față de recensământul anterior din 2011, când fuseseră înregistrați 2.465 de locuitori. Majoritatea locuitorilor sunt maghiari (87,01%), cu o minoritate de romi (3,44%). Din punct de vedere confesional, majoritatea locuitorilor sunt unitarieni (75,82%), cu minorități de reformați (9,68%) și romano-catolici (2,24%), iar pentru 9,04% nu se cunoaște apartenența confesională.

## Politică și administrație
Comuna Avrămești este administrată de un primar și un consiliu local compus din 11 consilieri. Primarul, Dezső-Szabolcs Simó[*], de la Uniunea Democrată Maghiară din România, este în funcție din 2016. Începând cu alegerile locale din 2024, consiliul local are următoarea componență pe partide politice:
|  | Partid                                 | Consilieri | Componența Consiliului | Componența Consiliului | Componența Consiliului | Componența Consiliului | Componența Consiliului | Componența Consiliului | Componența Consiliului | Componența Consiliului | Componența Consiliului | Componența Consiliului |
|  | -------------------------------------- | ---------- | ---------------------- | ---------------------- | ---------------------- | ---------------------- | ---------------------- | ---------------------- | ---------------------- | ---------------------- | ---------------------- | ---------------------- |
|  | Uniunea Democrată Maghiară din România | 10         |                        |                        |                        |                        |                        |                        |                        |                        |                        |                        |
|  | Alianța Maghiară din Transilvania      | 1          |                        |                        |                        |                        |                        |                        |                        |                        |                        |                        |

## Imagini

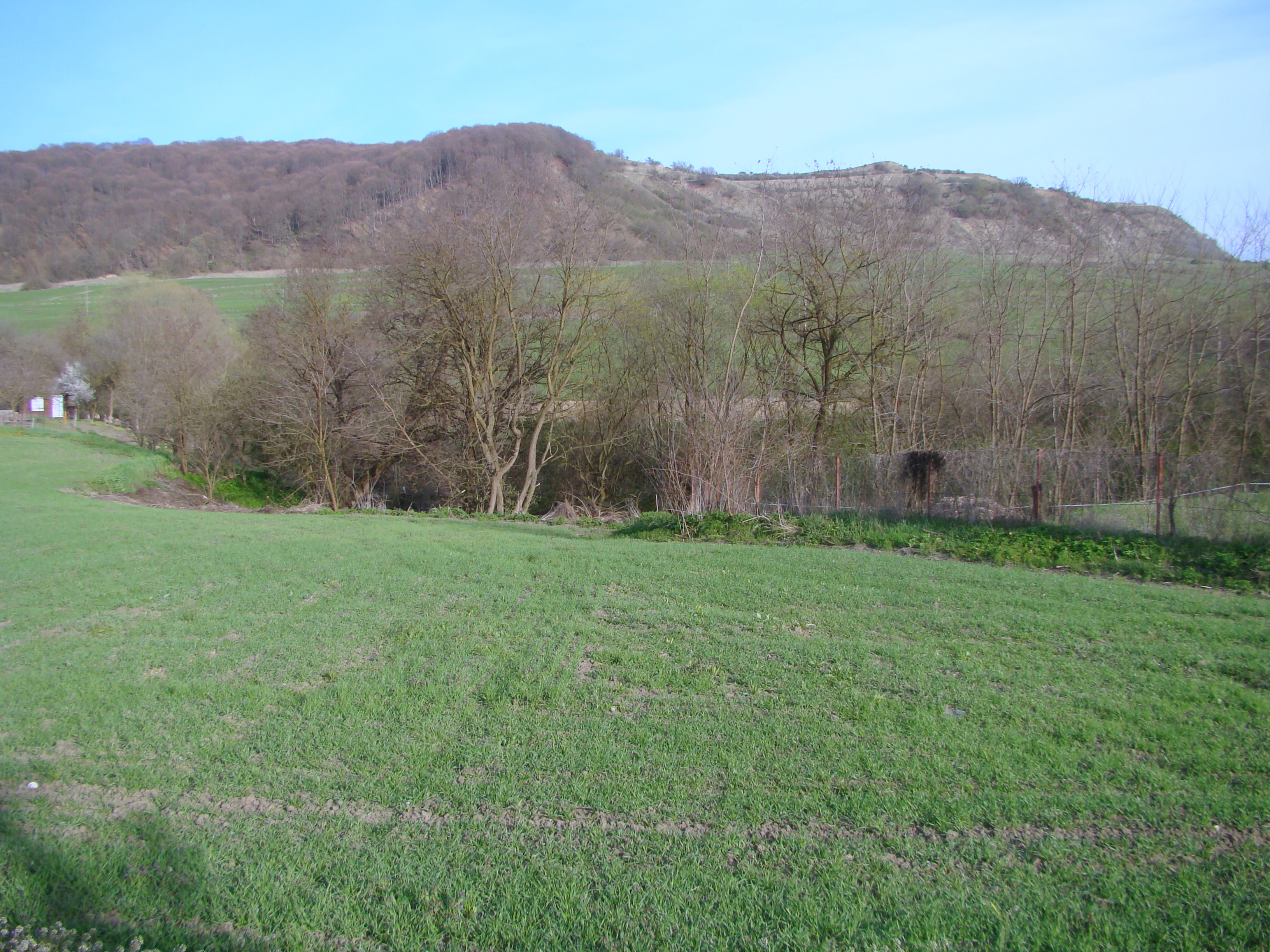
Avrămești
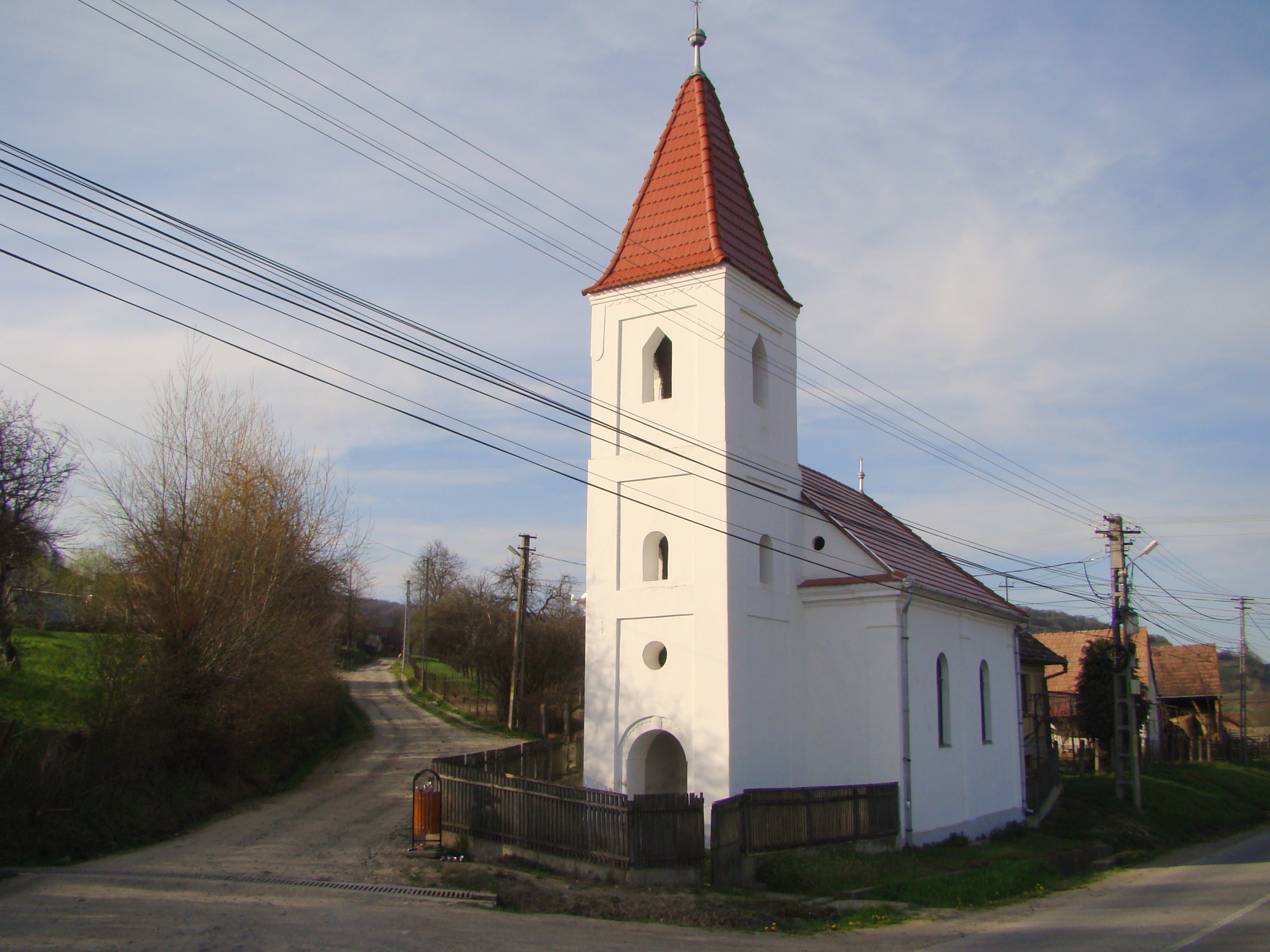
Biserica reformată
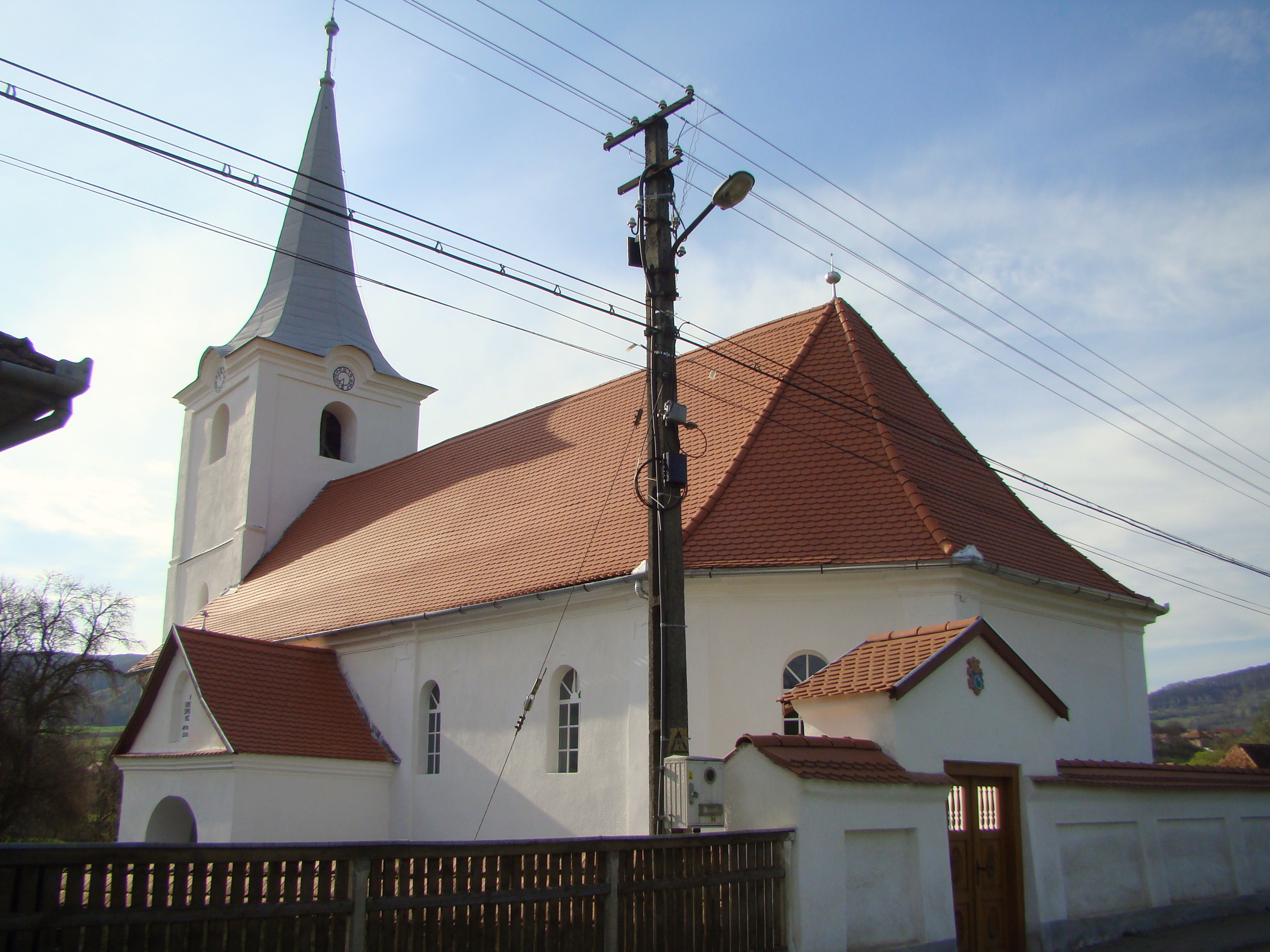
Biserica unitariană (monument istoric)
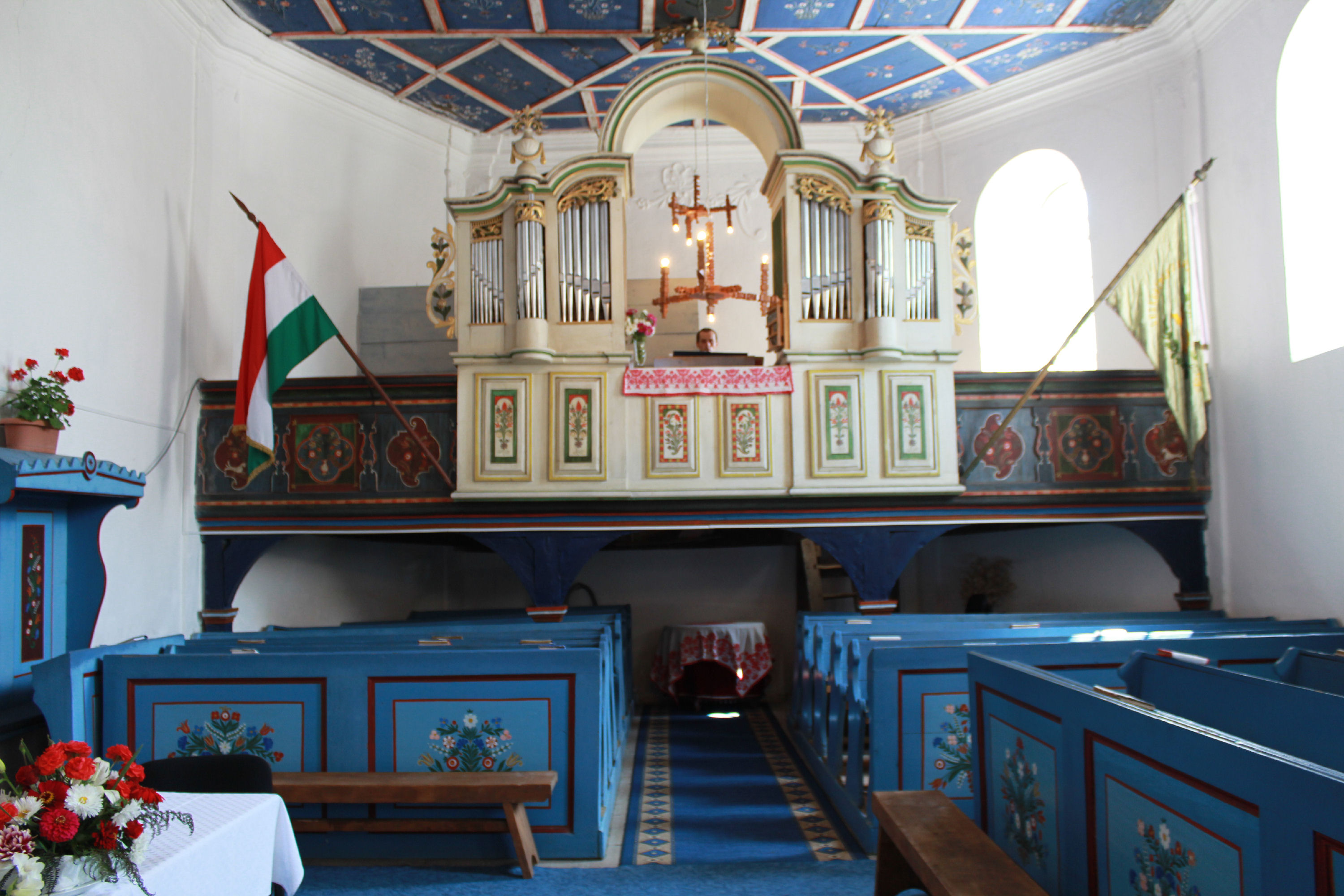
Biserica unitariană (monument istoric)
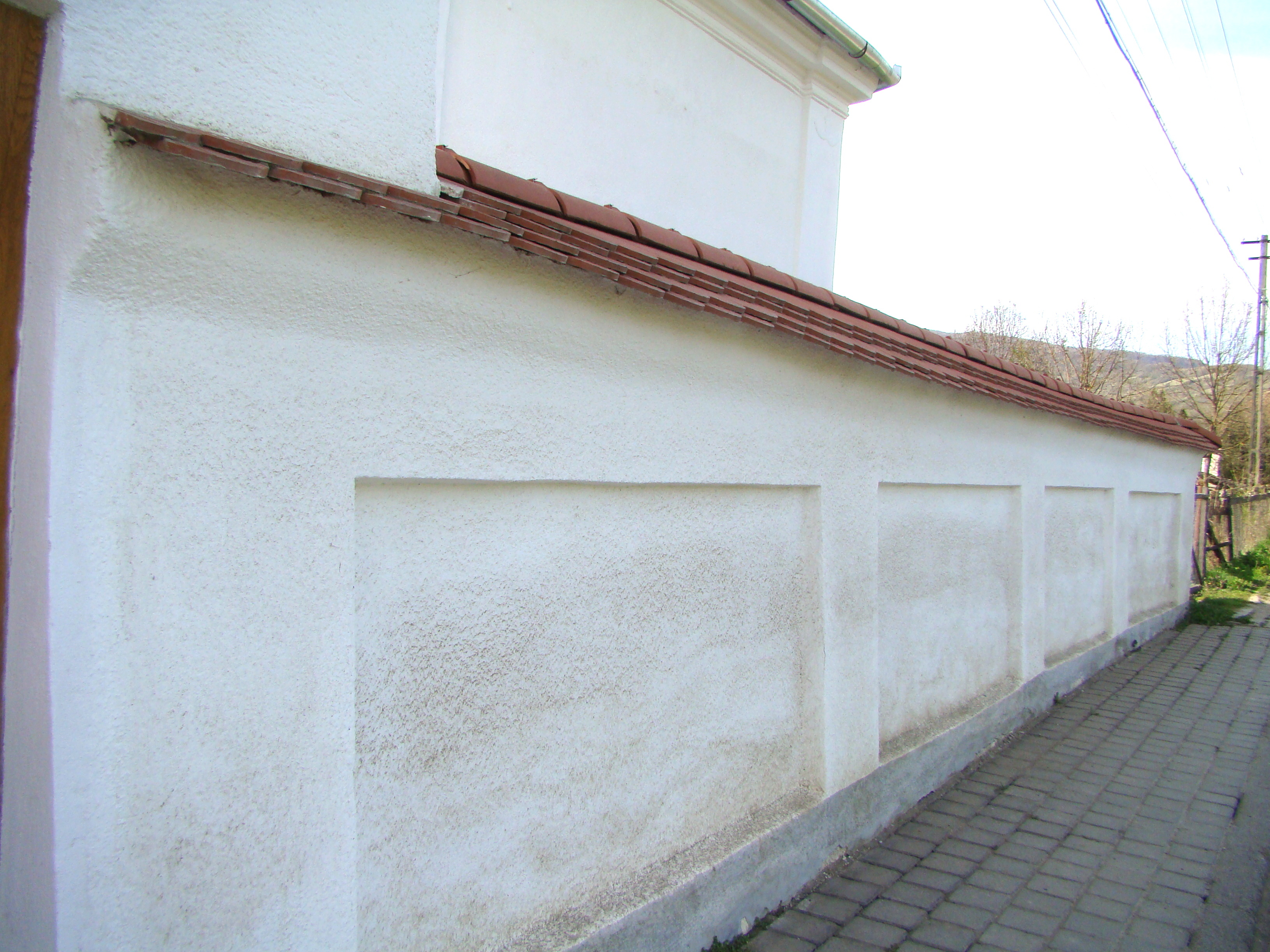
Zidul de incintă
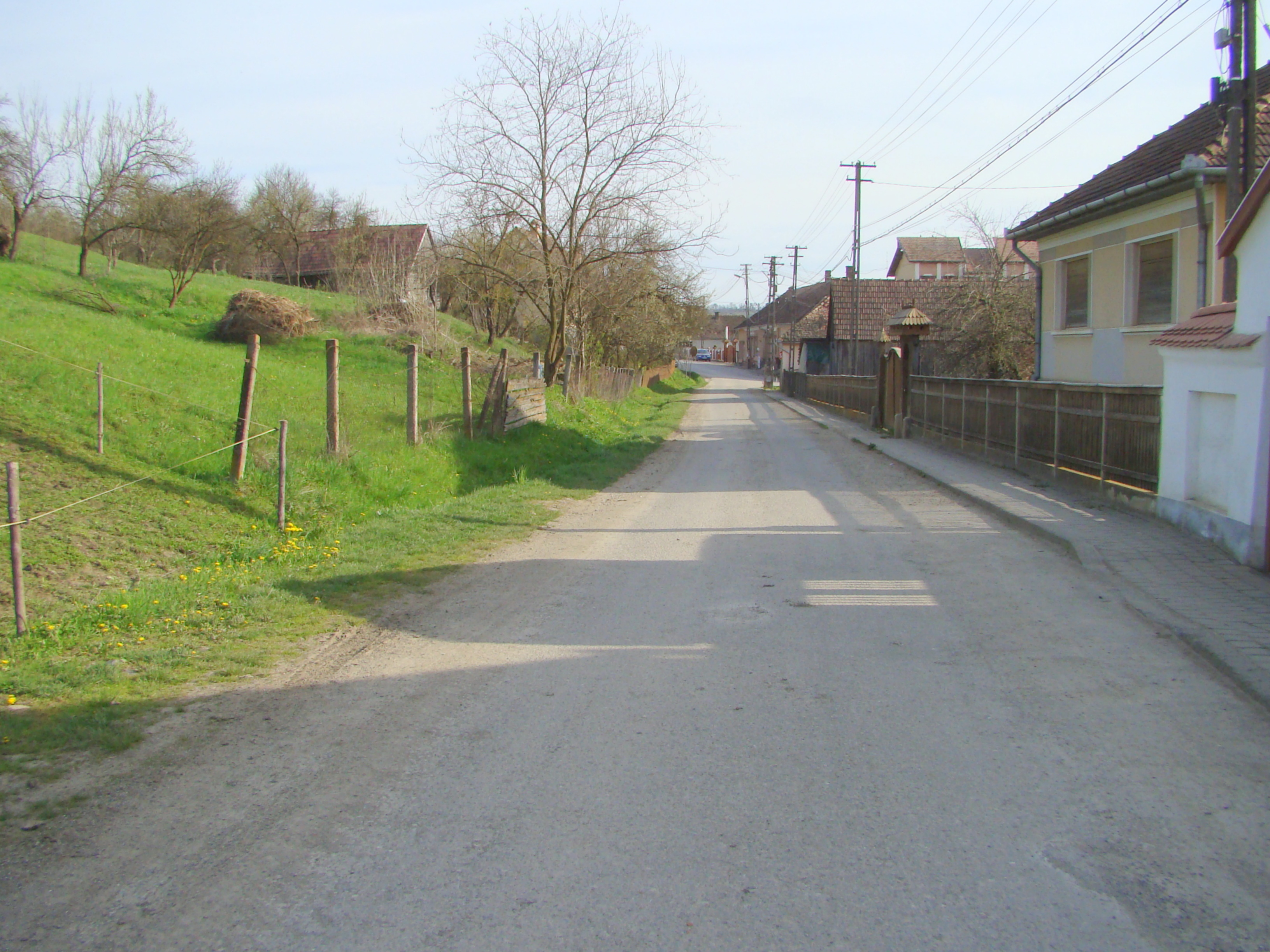
Avrămești
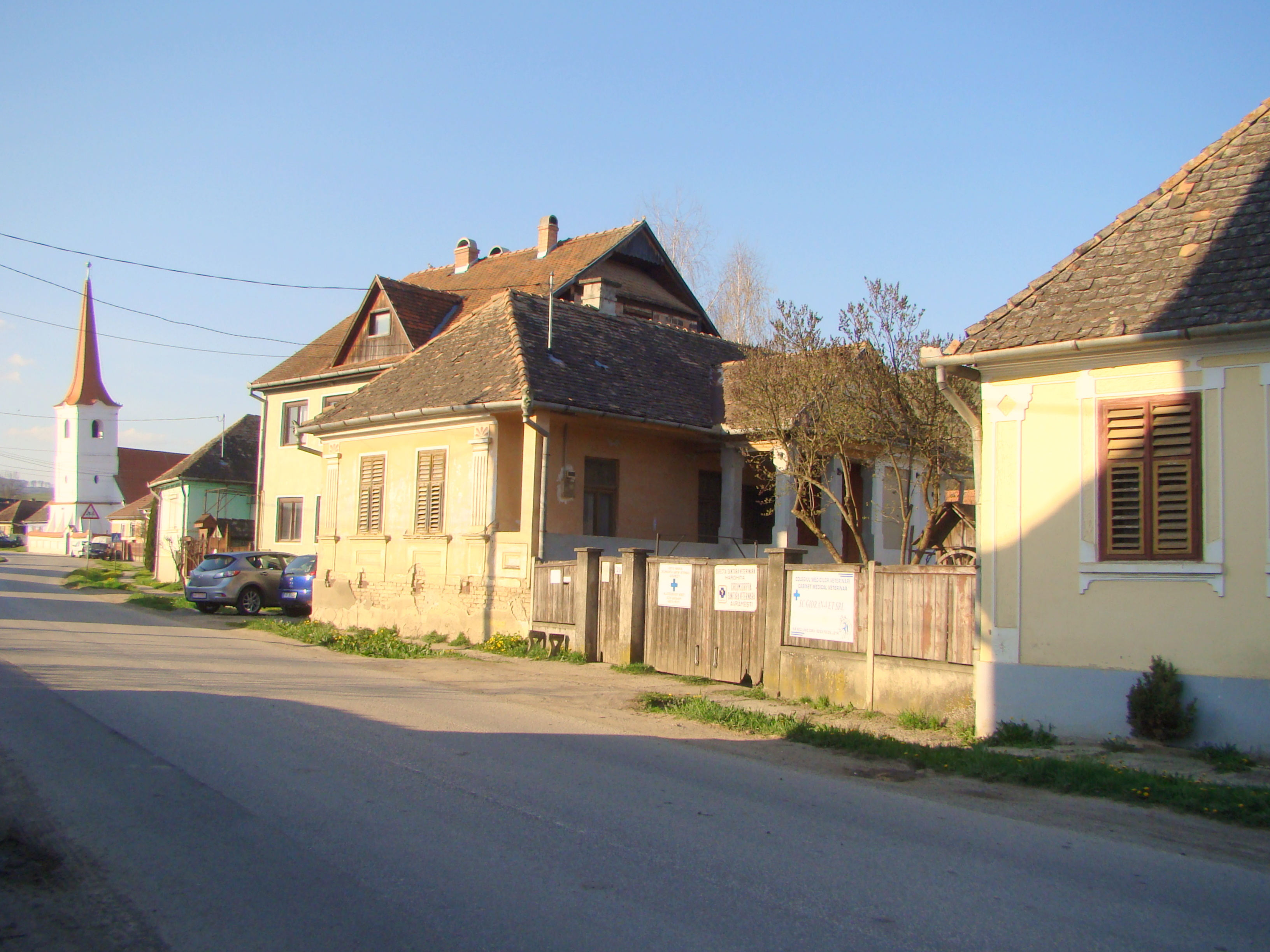
Cechești
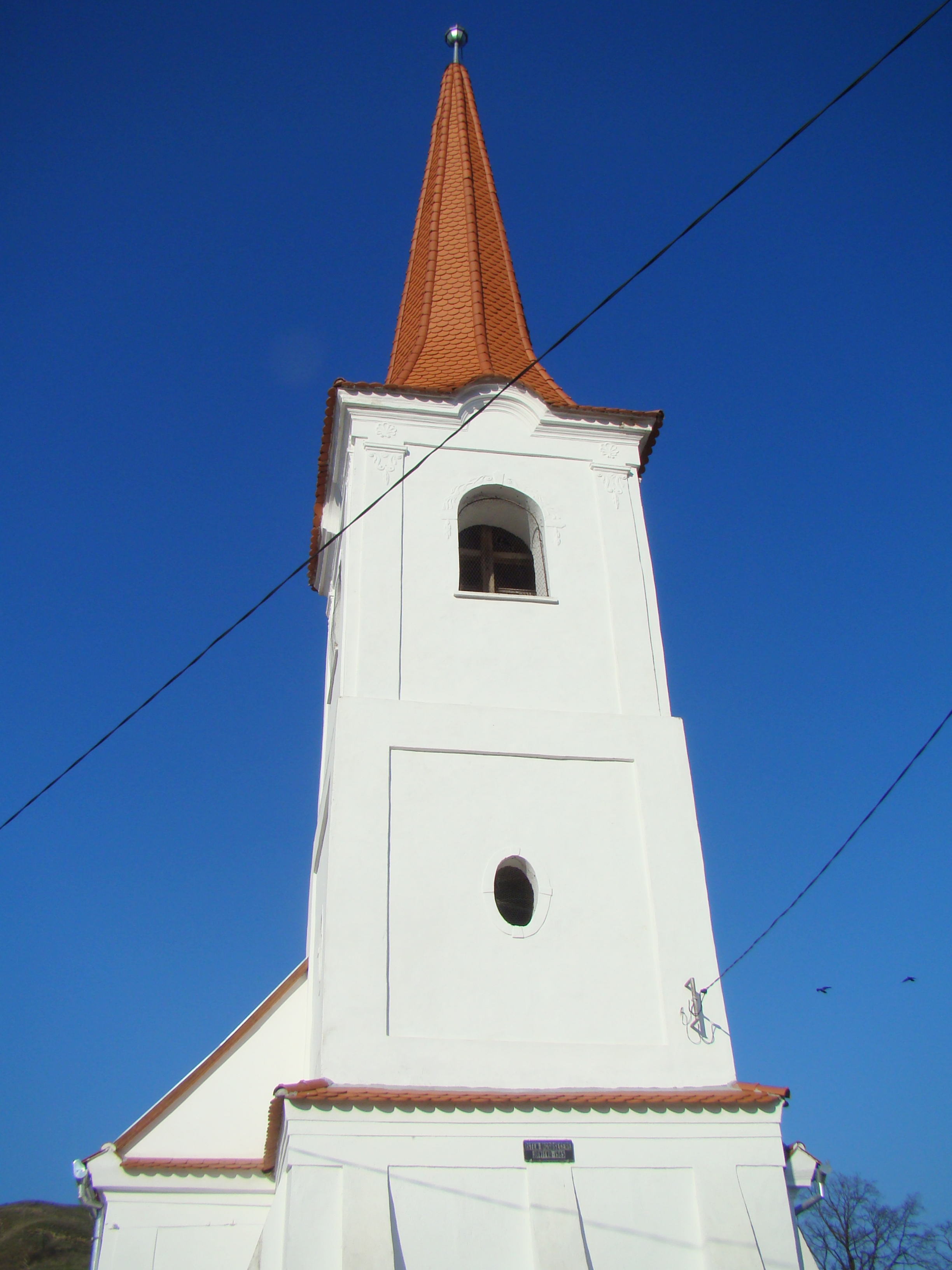
Biserica reformată
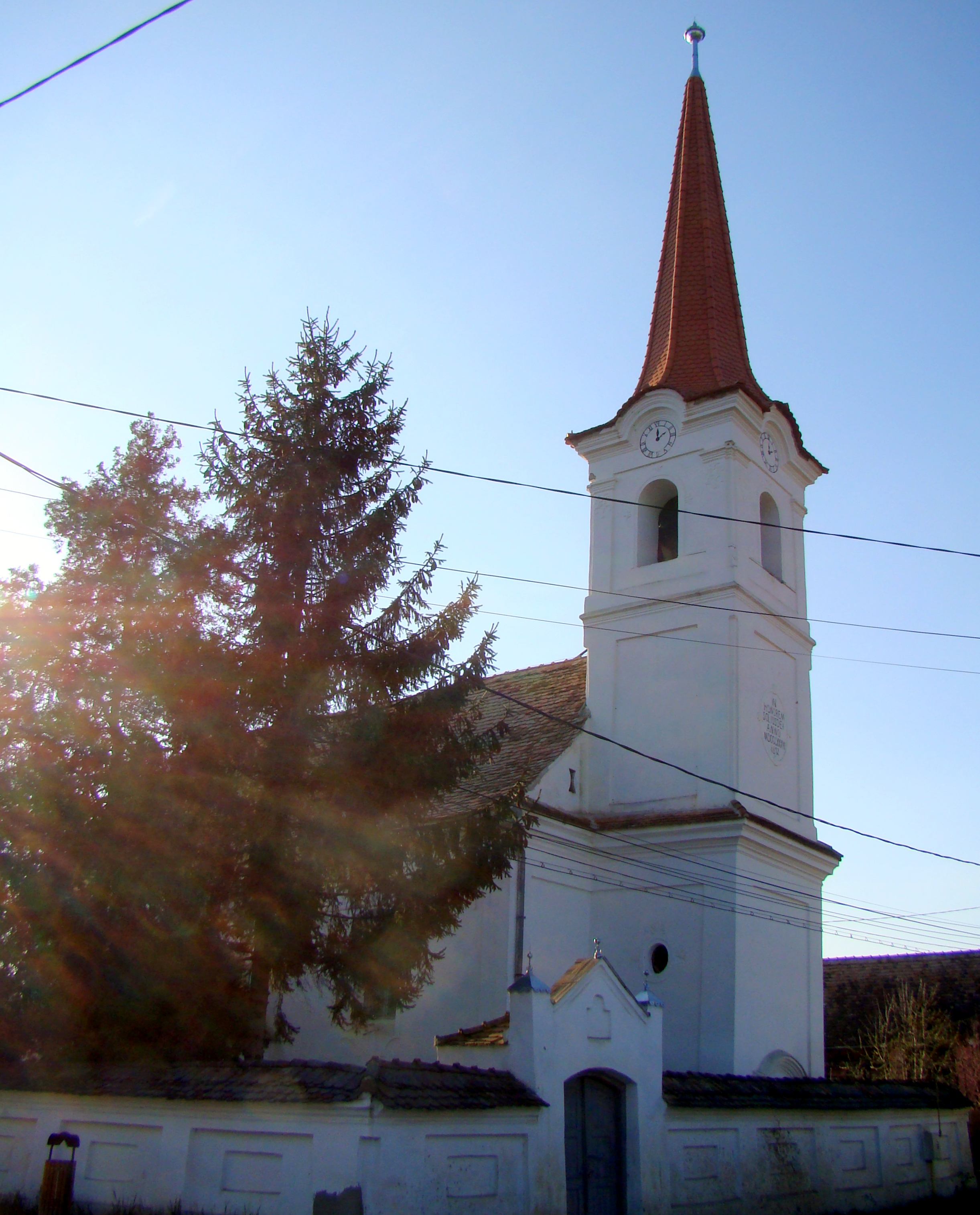
Biserica unitariană
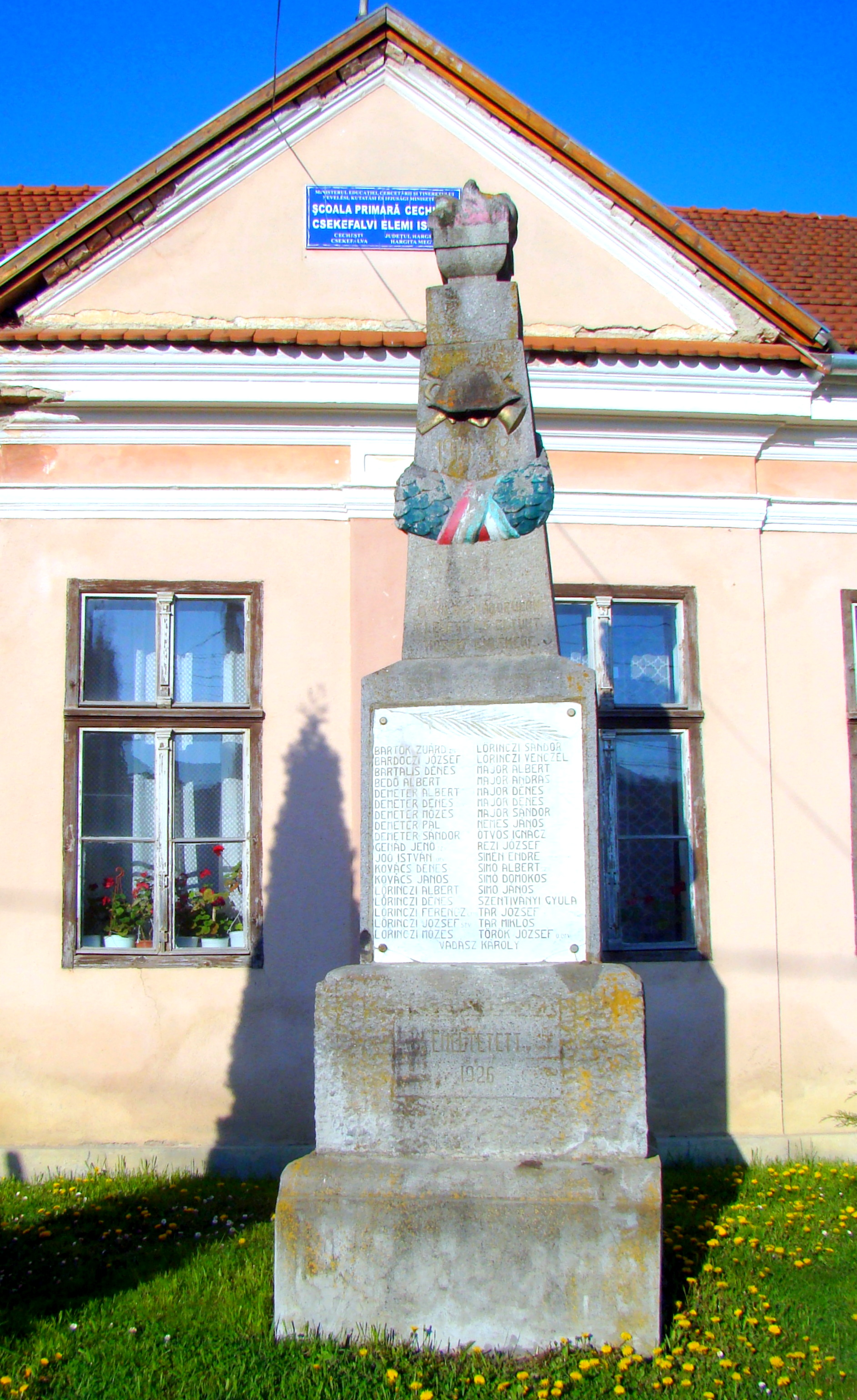
Monumentul eroilor
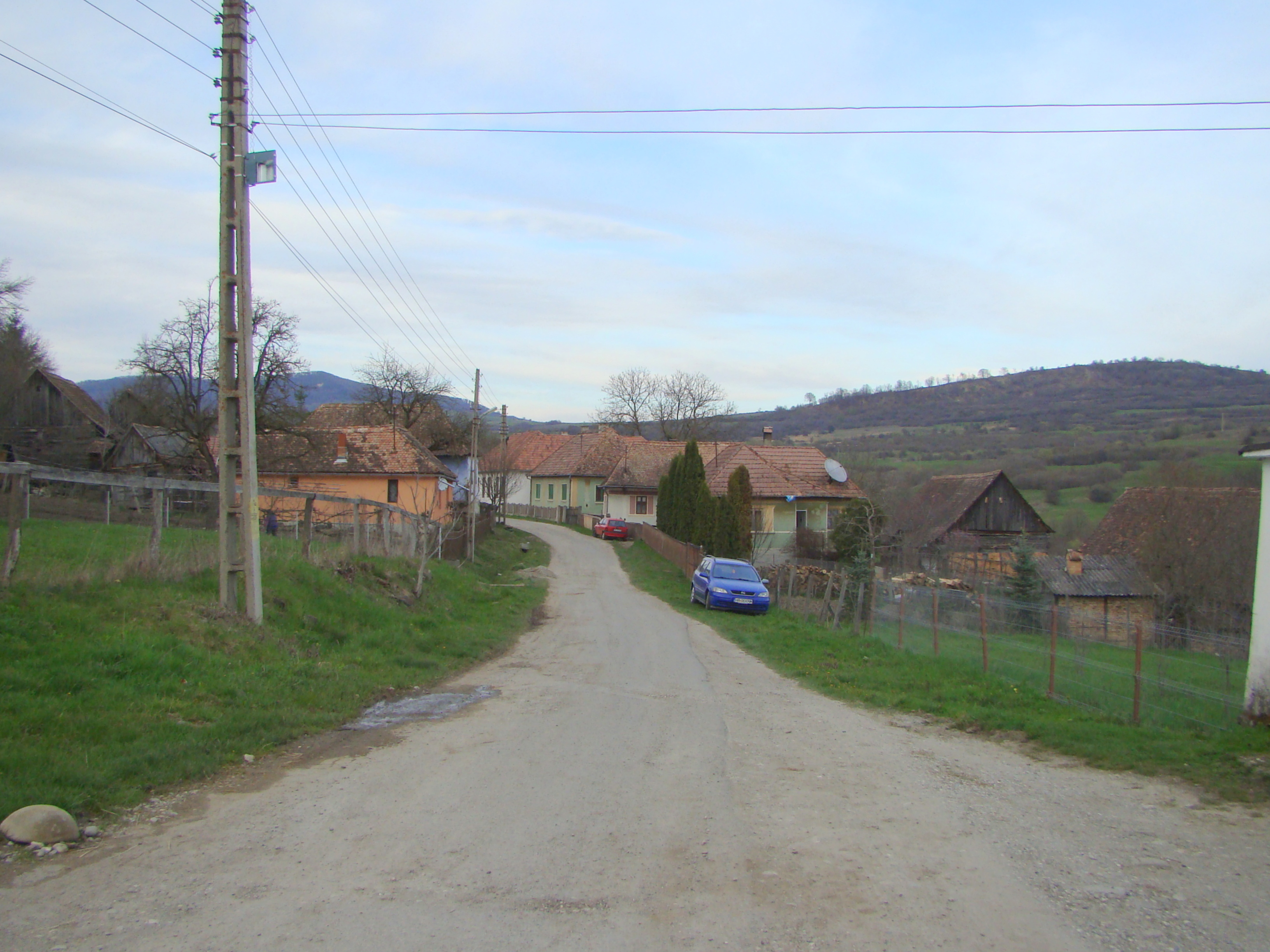
Firtănuș
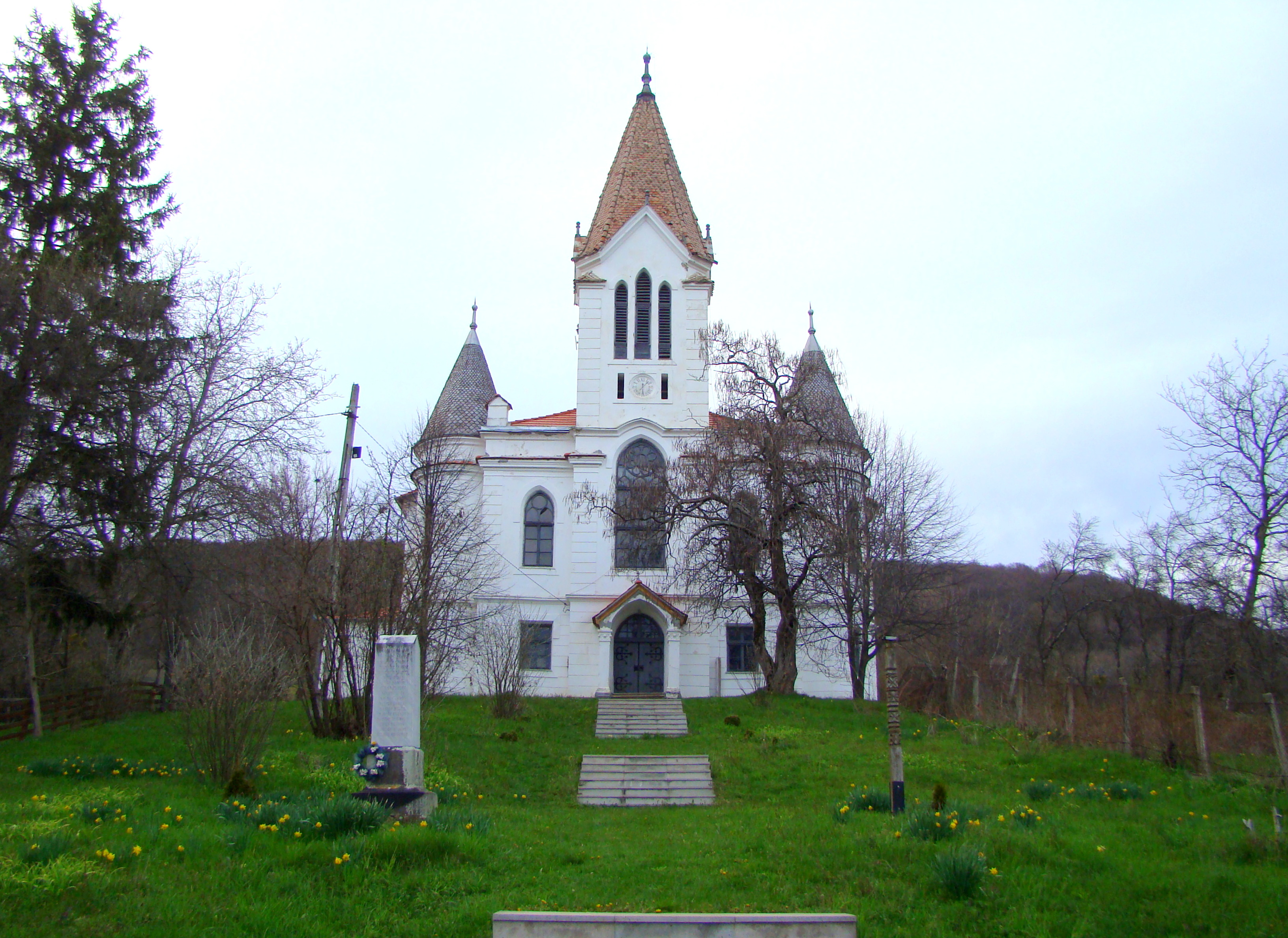
Biserica unitariană
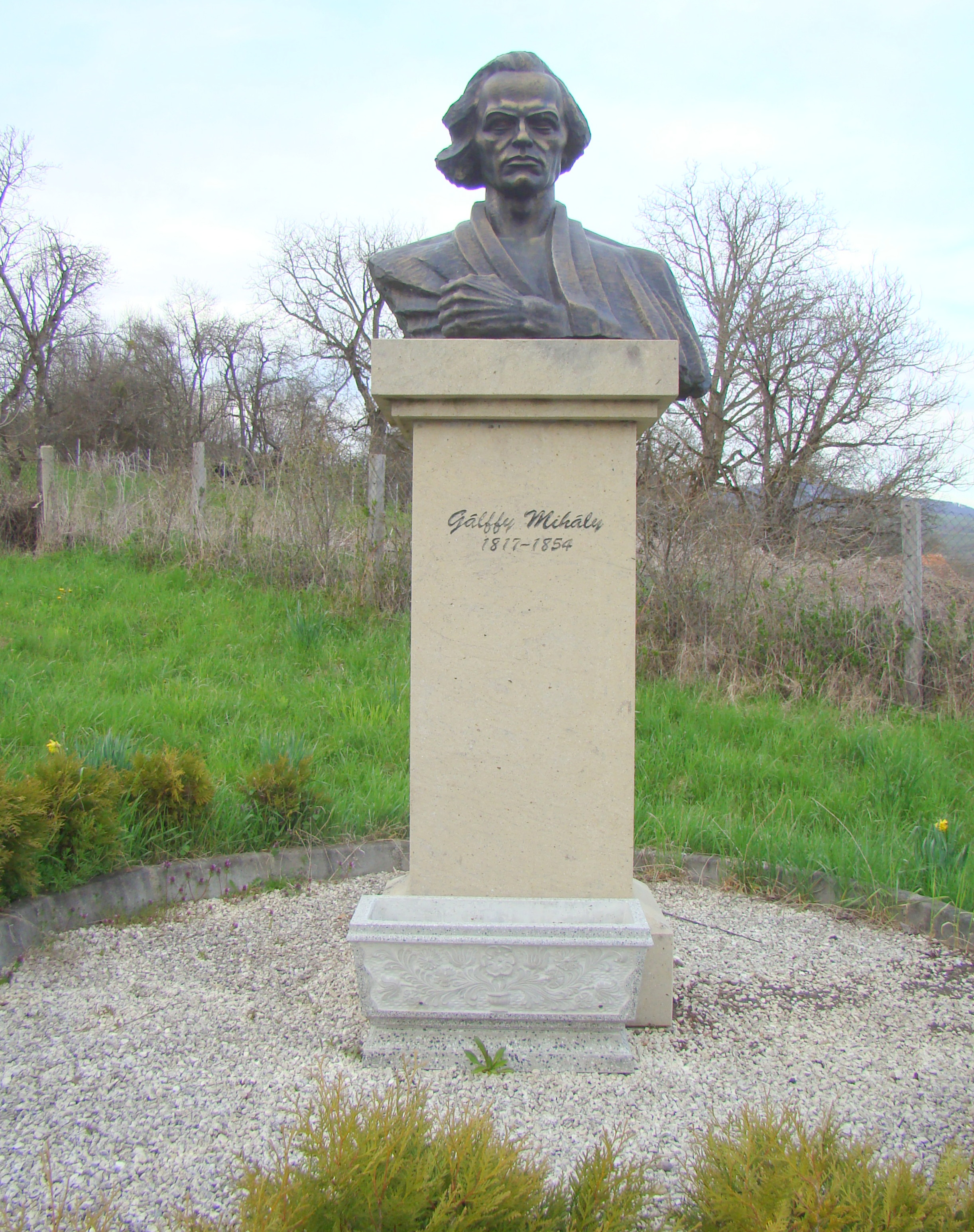
Bustul lui Gálffy Mihály (1817-1854)
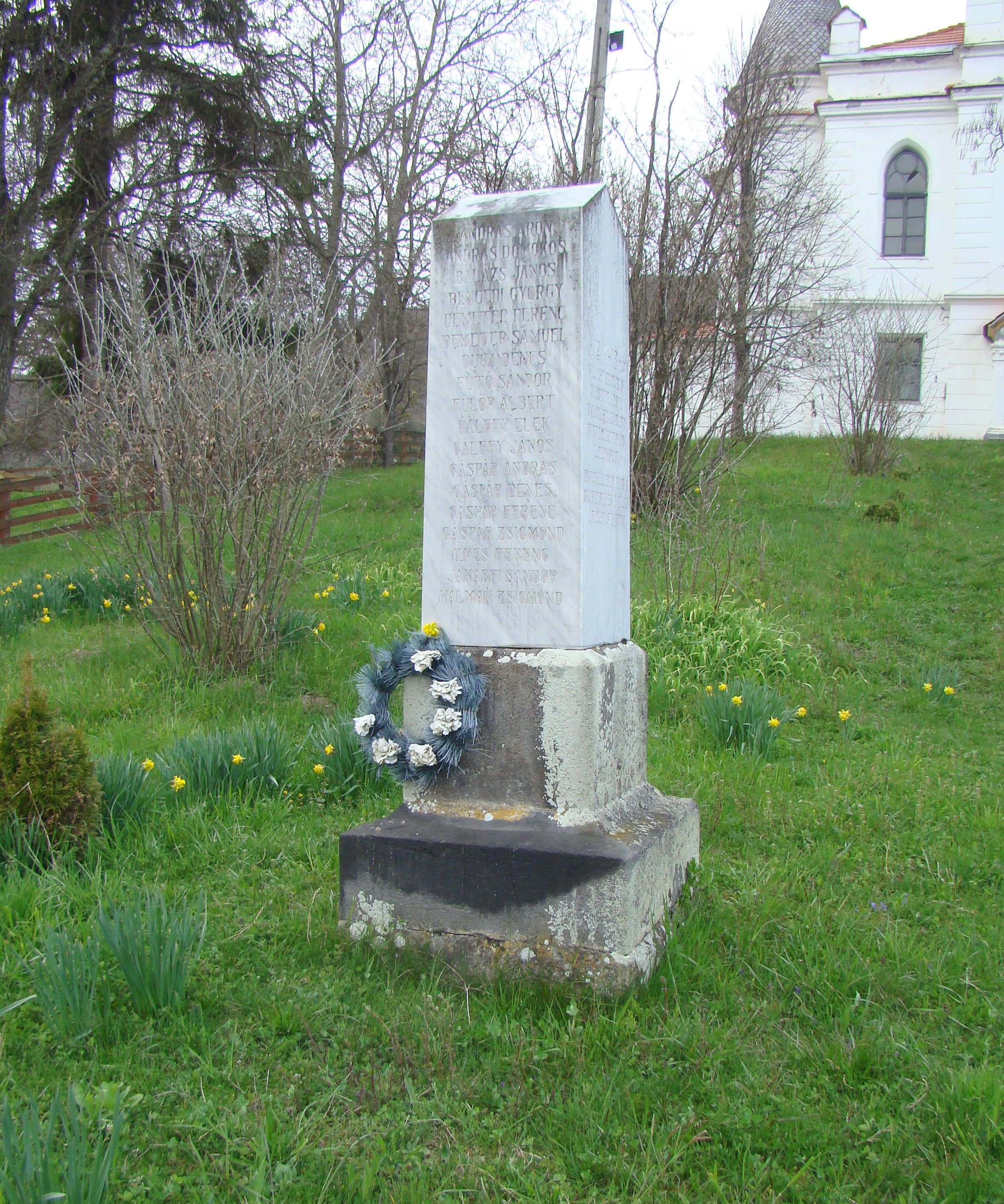
Monumentul eroilor
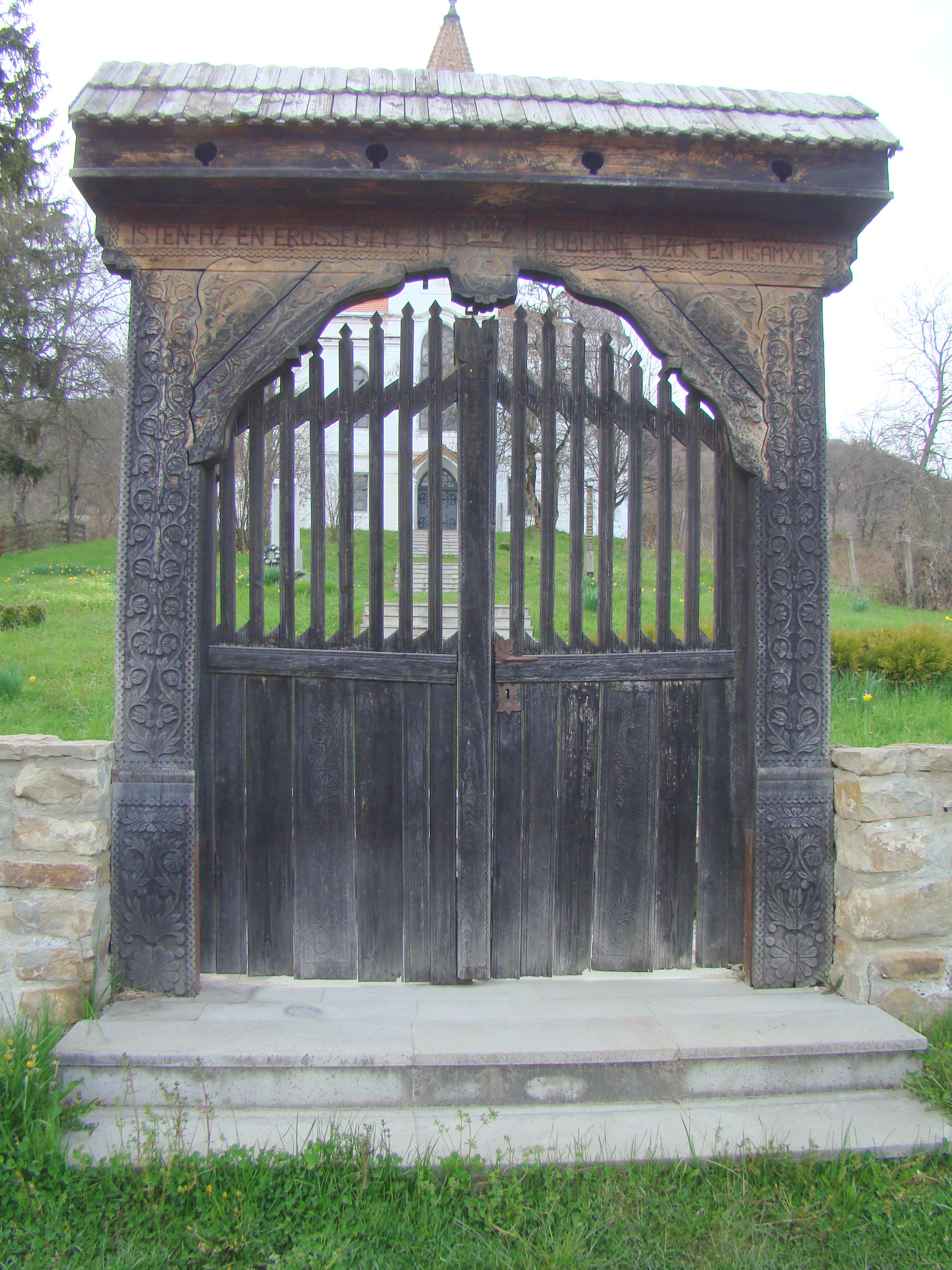
Poarta de lemn a bisericii unitariene
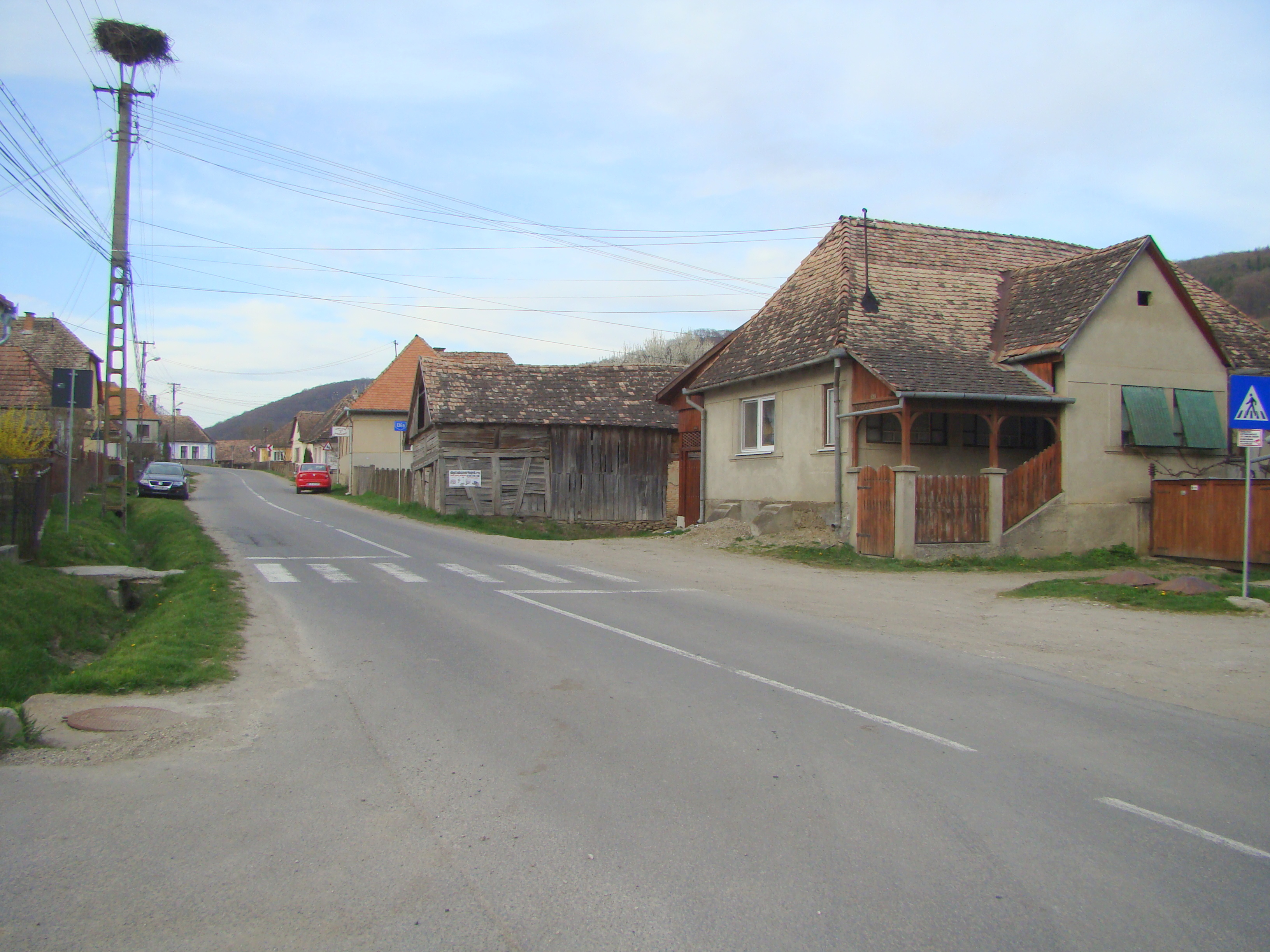
Goagiu
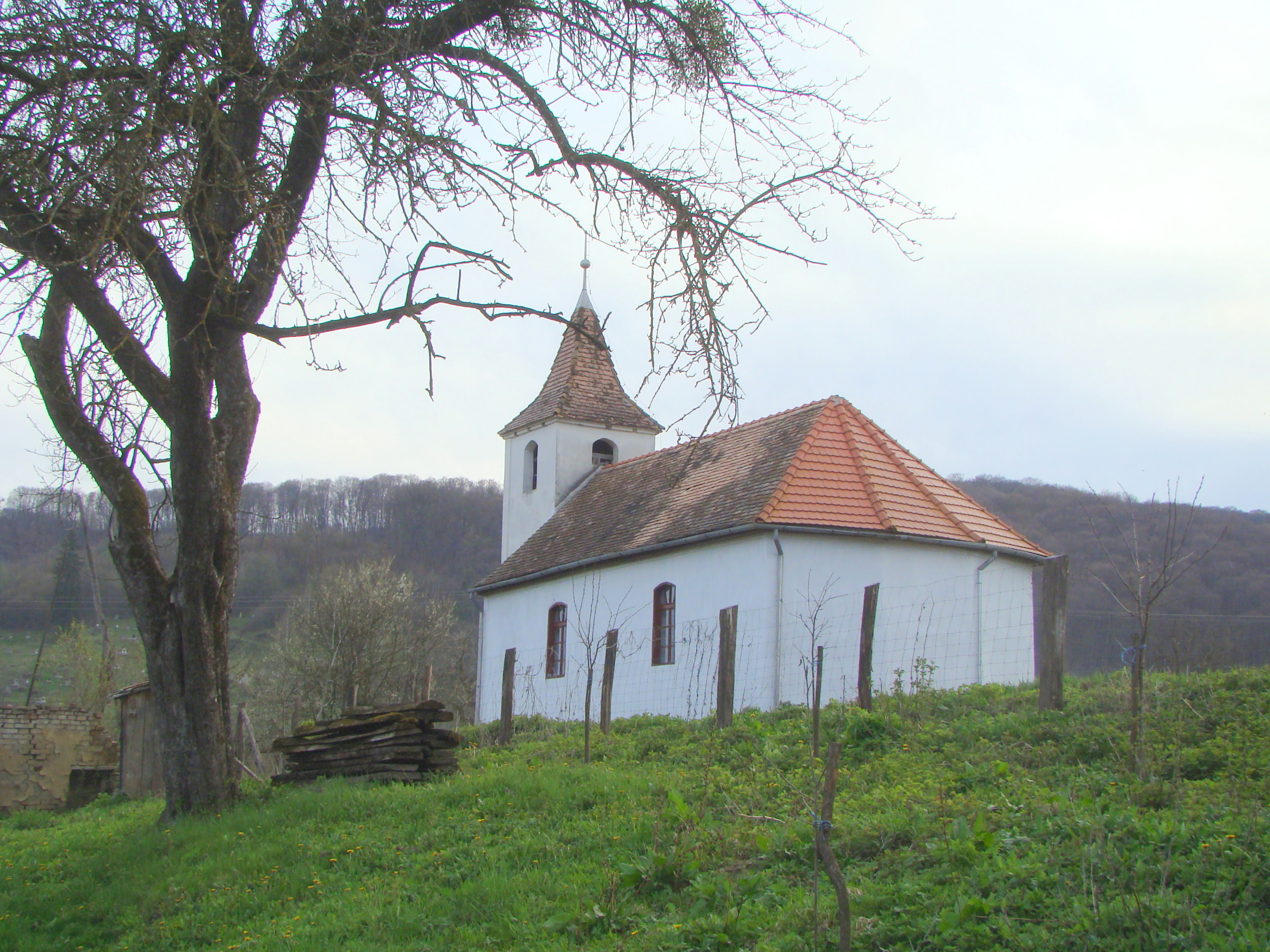
Biserica reformată
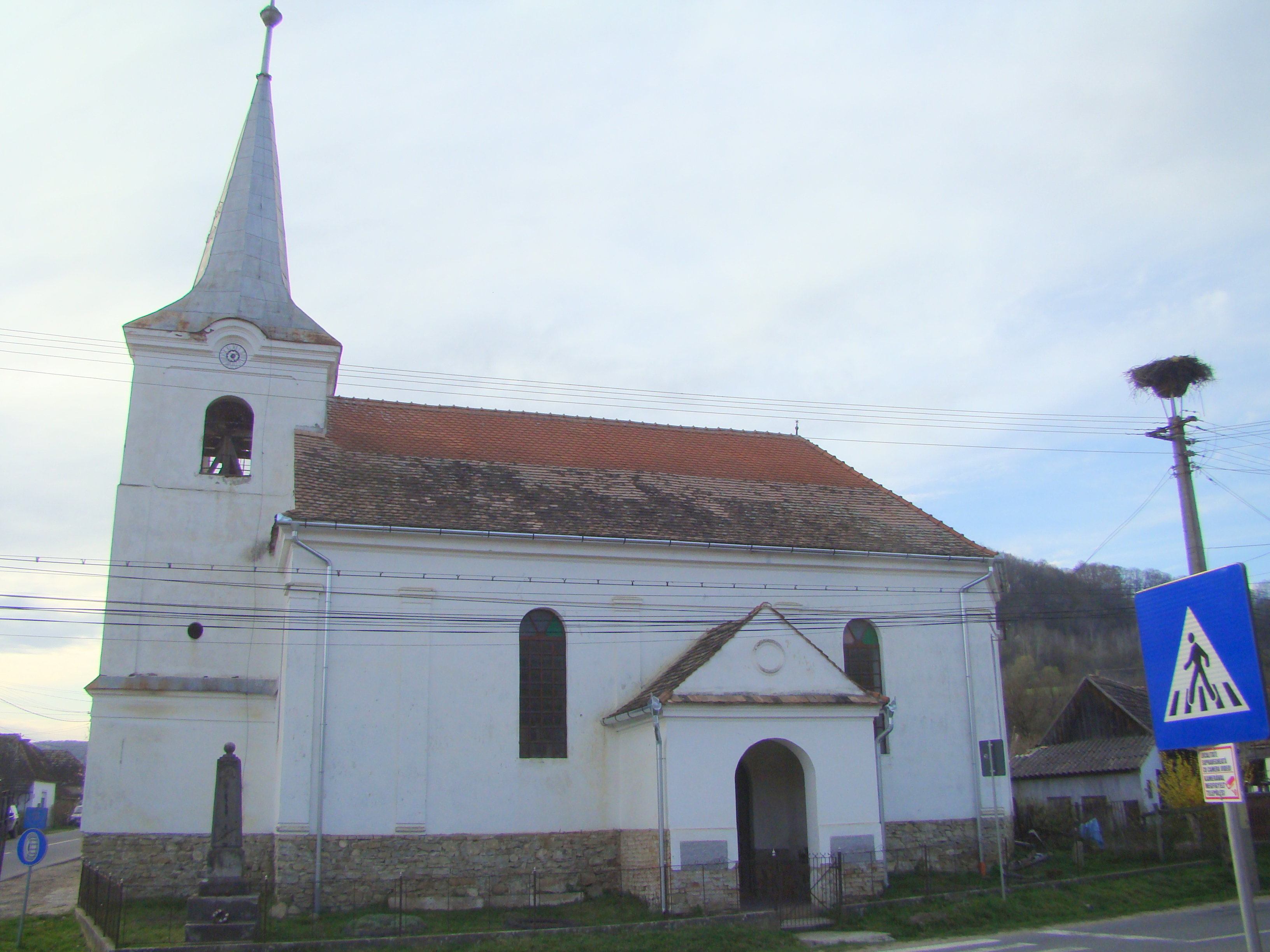
Biserica unitariană
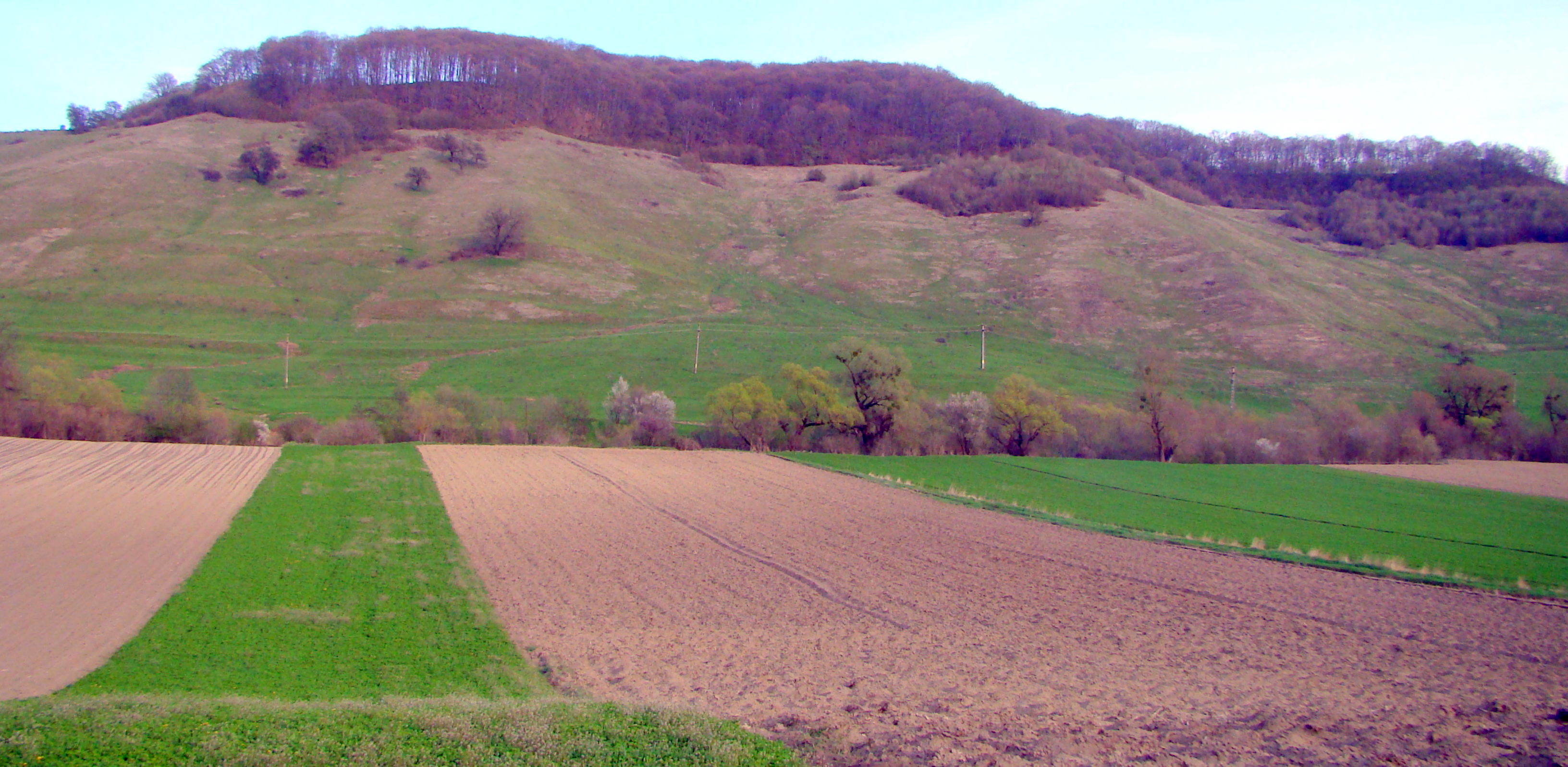
Goagiu
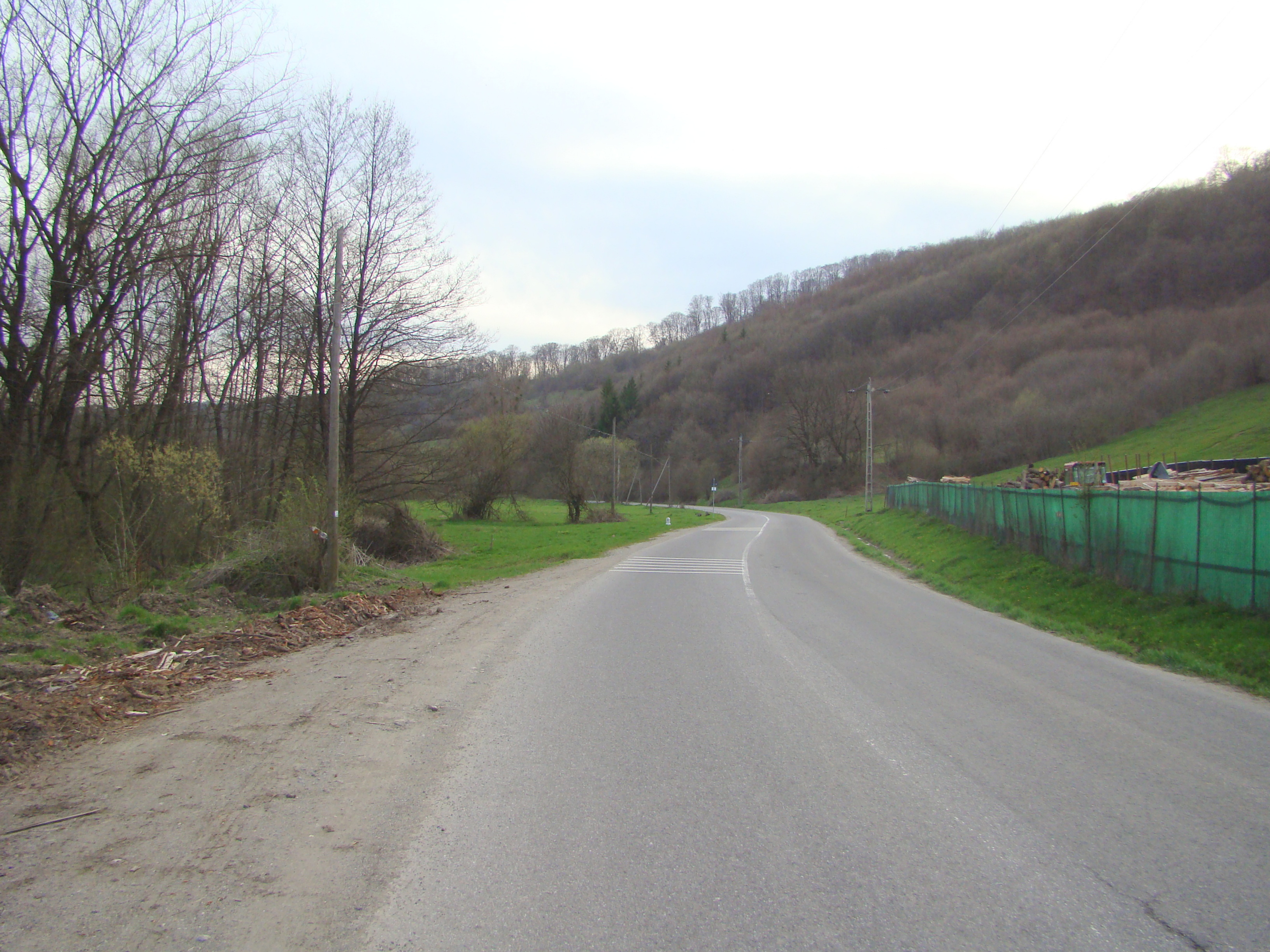
Medișoru Mic